# Rivière Little Scarcies
Le Little Scarcies est un fleuve côtier d'Afrique de l'Ouest qui commence en république de Guinée et traverse la Sierra Leone, après quoi il se jette dans l'océan Atlantique. Il est entouré de vastes marais. Il est également connu sous le nom de Kaba.
La Grande-Scarcie se jette dans la même baie de l'océan Atlantique (8°54′00″N 13°11′00″W / 8.90000°N 13.18333°W), juste au nord de l'embouchure du Little Scarcies. Cette zone a été colonisée par le peuple Temné qui a émigré du Fouta Djalon au nord.
Une forme alternative antérieure du nom était Scassos ; le nom anglais est dérivé du portugais Rio dos Carceres.